# Уед-Зем
Уед-Зем (араб. واد زم) — місто в Марокко. Розташоване в центрі країни, в регіоні Бені-Мелалль — Хеніфра. Населення за переписом 2014 року становить 95 267 осіб (та біля 200 тис. у агломерації).

## Назва
Назва міста складається з двох частин. Перша, Уед, є північноафриканською назвою для долин пересохлих річок. Друга частина, Зем, перекладається з берберської мови як лев. Отже, Уед-Зем дослівно перекладається як Річка Левів
Свою назву місто дістало через колишнє мешкання в цій місцевості берберійського лева (наразі зниклого). Ці леви подекуди завдавали шкоди людям, і тому вважалися небезпечними. 
Також Уед-Зем іноді називають містом мучеників в пам'ять про різанину 1955 року.

## Географія
Уед-Зем розташований у центральній частині Марокко між містами Касабланка та Бені-Меллаль: за 152 км від першого міста та 72 км від другого. Відстань до столиці країни, Рабату, становить 173 км, а до Марракешу — 250 км.
Клімат міста є доволі помірним: з сухим літом і вологою зимою. Середньорічна кількість опадів сягає приблизно 448 мм, середньорічна температура — 18 ° C. Вітри є слабкими — переважно північними влітку та північними або північно-східними взимку.
Місто лежить між двома великими сільськогосподарськими регіонами країни — Тадлою та Шавією. У навколишній місцевості є великі родовища різних корисних копалин: зокрема, фосфатів та заліза.

## Історія
До 1917 року на місці поселення було лише джерело води, що лежало навколо мавзолею Мохамеда Ель-Хадрі, а на деякій відстані від нього розташовувалася військова казарма. За часів французької колонізації з метою створення запасів води це джерело було замінене ставом площею 400 м2. Ставок був зроблений у формі карти Парижа та мав назву «Petit Paris». Сьогодні ця водойма розташована у середмісті й оточена великою зеленою зоною.
Колись в Уед-Земі розташовувався найбільший у Марокко млин. Також саме в Уед-Земі було споруджено найперший у країні залізничний вокзал, оскільки в місті сполучалися маршрути з усіх частин Марокко.
Сьогодні населення міста переважно походить з трьох племен: Смаала (що є найбільшим з трьох), Бені-Смір та Бені-Хіран — це пояснюється імміграцією сільського населення до міста.

## Різанина 1955 року
20 серпня 1955 за правління султана Мохаммеда V в Уед-Земі відбулося повстання деяких арабських племен регіону (Смаала, Бені-Хейран, Бені-Смір та ін.), що призвело до різанини великої кількості французів — було вбито від 50 до 75 європейців. Серед жертв були жінки, діти та домашні тварини. Відповідь французької армії і, зокрема, іноземного легіону, призвела ще до більших жертв з обох боків. Згодом 17 керівників європейського походження, які працювали в шахті, були вбиті повстанцями з Уед-Зему. Після здобуття незалежності влада Марокко надала Уед-Зему статус «міста-мученика».
20 серпня 2005 р з нагоди п'ятдесятої річниці повстання в місті було відкрито монумент, присвячений боротьбі проти колонізації.